# 女の望遠鏡
『女の望遠鏡』（おんなのぼうえんきょう、仏：Trop jolies pour être honnêtes）は、リシャール・バルドゥッチ監督による1973年製作のフランス映画。日本では1974年に初公開され、1998年に『マドモアゼル à GO GO』と改題されて再公開された。

## あらすじ
コート・ダジュールにあるアパートの一室に同居する四人の女友達、ベルナデット (Bernadette)、クリスティーヌ (Christine)、フレデリック (Frédérique)とマーティン (Martine)。船乗りからプレゼントされた望遠鏡で近所をのぞき見をしていたある日、二人組の強盗が向かいのビルに盗品を隠していることを知る。今度は自分たちがその盗品をいただいてしまおうと彼女らは計画するが･･･

## 出演
- ジェーン・バーキン
- エンマ・コーエン（スペイン語版）
- セルジュ・ゲンズブール
- カルロ・ギッフル（イタリア語版）
- ベルナデット・ラフォン
- エリザベス・ウィナー（フランス語版）